# MZ 1000S
MZ 1000S – motocykl produkowany przez firmę MZ Motorrad pomiędzy rokiem 2004 a 2007 zaprezentowany w USA w 2005. Model sztandarowy firmy i najmocniejszy w jej ofercie a ponadto jej pierwszy kilkucylindrowy silnik od 1959.

## Historia projektu
W erze komunizmu firma ze wschodnich Niemiec MZ Motorrad produkowała tylko jednocylindrowe, małolitrażowe motocykle. Były to przeważnie dwusuwy, z których najbardziej udaną konstrukcją był 250 ccm ISDT. W 1994 MZ produkowała model Skorpion o pojemności 660 ccm. Kontynuowany był w 2001 przez Baghira motard, który także wykorzystywał jednocylindrowe silniki Yamahy. Później po przejęciu przez Hong Leong Grop z Malezji, MZ stał się projektem ich własnego motocykla sportowego.
Pierwsze raporty mówiły, że posiadać miał silnik w układzie V2 ale finalnie zdecydowano się na rzędowy dwucylindrowy. Rama konstrukcji podwójnej nie różniła się od tej w Aprilla Falco, ale podczas gdy Falco miał ramę ze stopu, MZ użyła stali chromowo-molibdenowej.
Projekt 1000S "New Edge" nakreślił Peter Naumann, który zaprojektował F-117 Stealth Fighter i 1000S zdobył srebrny medal na International Design Forum Prototyp modelu 1000S był pokazany podczas Intermot 2000 w Niemczech i wszedł do produkcji w 2003. Motocykl sprzedawał się dobrze szczególnie w Niemczech. MZ, która miała plany by stać się ważnym światowym producentem, wyprodukowała kilka wariantów 1000S takich jak: MZ 1000SF (naked bike) i MZ 1000ST (sportowo-turystyczny). Problemy finansowe spowodowały zamknięcie fabryki.

## Modele

### MZ 1000S
Pomimo że model sportowy S z posiadał kierownicę clips-on i tylne podnóżki, był komfortowy i umożliwiał turystykę z pasażerem. Motocykl posiadał czterosuwowy rzędowy ośmiozaworowy silnik chłodzony cieczą o pojemności 999 ccm z rozrządem typu DOHC i wałkiem wyrównoważającym Posiadał elektroniczny wtrysk paliwa i smarowanie z mokrą miską olejową. Hamulce Nissin, zawieszenie przednie Marzocchi i tylny wahacz wleczony. Pomimo że silnik był kompaktowy, motocykl był dość ciężki i ważył 208 kg w stanie suchym.

### MZ 1000ST
Model ST był motocyklem sportowo-turystycznym bazującym na modelu "S". Silnik przestrojono dla uzyskania większego momentu obrotowego ale wciąż produkującego 111 KM. W porównaniu z "S" ST zmodyfikowano dla uzyskania komfortu jazdy poprzez zastosowanie wyższej kierownicy i niższych podnóżków zapewniających wygodniejszą pozycję na długie dystanse. Przednia szyba była o 30mm wyższa dla lepszej ochrony przed wiatrem. Tylne siedzenie zapewniało lepszy komfort. Silnik ST posiadał inne sprężyny sprzęgła dla zredukowania siły potrzebnej do operowania nim. Zamontowano bagażnik Krauser a sterowany amortyzator utrzymywał stabilność motocykla kiedy ten był w pełni załadowany.

### MZ 1000SF
SF "SuperFighter" był nakedem w stylu streetfighter z silnikiem tym samym, który posiadał model ST.

## Odbiór
MZ 1000 był całkiem dobrze odebranym, pomimo że redaktorzy MCN ocenili go jako raczej drogi i "mało wartościowym". MCN napisało "Yamaha TRX850 pokazała, że wielu motocyklistów nie jest zainteresowanych rzędowymi dwucylindrowcami."
W każdym razie w porównaniu w roku 2005 z motocyklami takimi jak Honda Firestrom, Ducati 1000SS, Suzuki SV 1000 na łamach magazynu Fast Bikes wskazano MZ1000S jako bezapelacyjnego zwycięzcę, pisząc "Kombinacja wyjątkowości i stylu Włoskiego z konstrukcją zbudowaną w Japońskiej jakości na szczycie, których jest radości z jazdy większa niż w każdy z nich"